# Pál Szinyei Merse

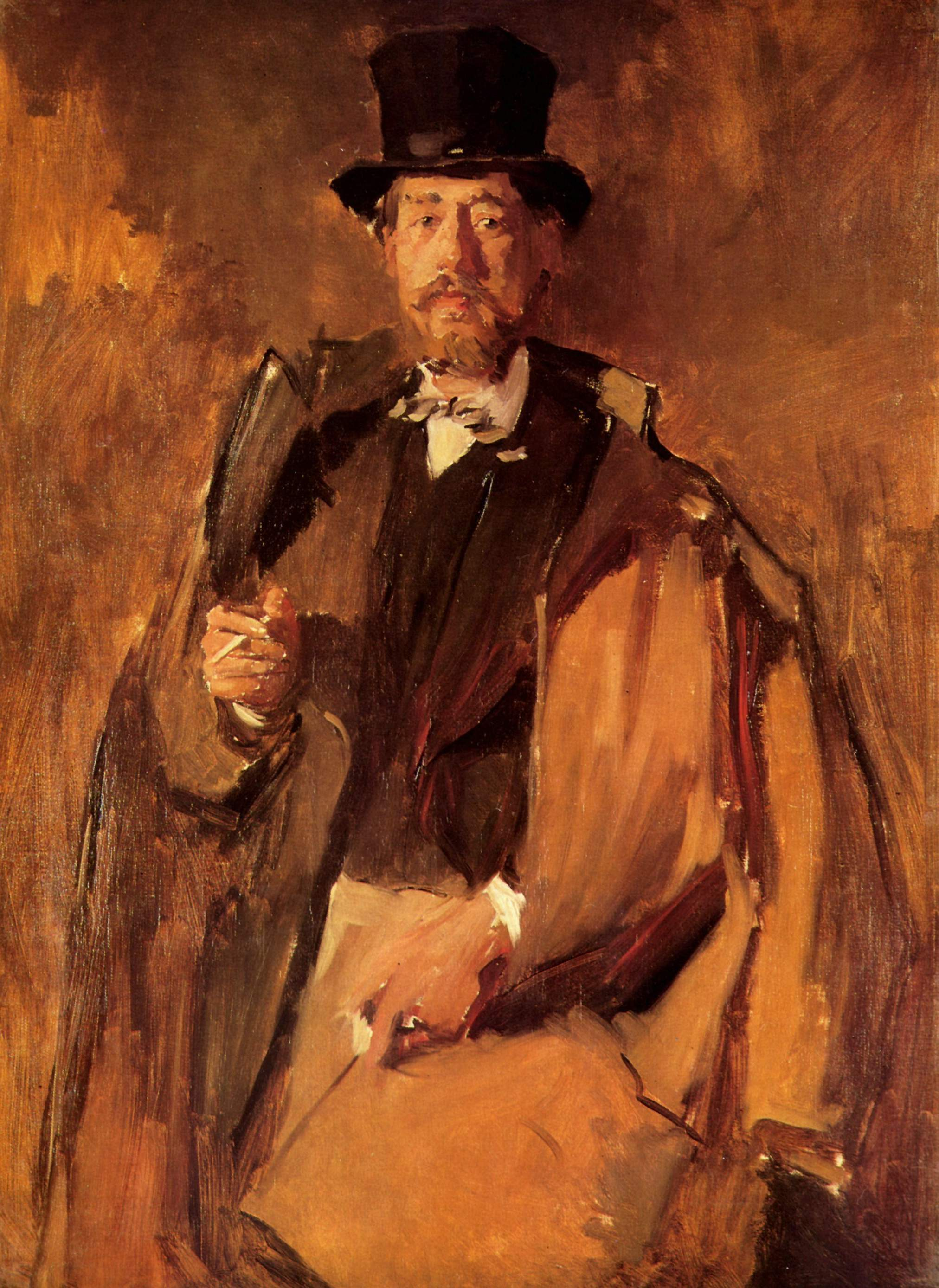
Retrato de Szinyei Merse por Wilhelm Leibl (1869)

Pál Szinyei Merse (Chminianska Nová Ves, 4 de julho de 1845 — Jarovnice, 2 de fevereiro de 1920) foi um pintor húngaro. Iniciou carreira pintando cenas no estilo clássico, e mais tarde tornou-se impressionista. Tematizou paisagens e figuras da planície húngara. Participou do Salão de Paris e, em 1900, conquistou medalha de ouro na Exposição Universal da mesma cidade.

## Biografia
Ele nasceu em uma família da nobreza que apoiou a Revolução Húngara. Por causa da agitação política, ele freqüentou escolas particulares. Em 1864, com o apoio de seus pais, ele foi matriculado na Academia de Belas Artes de Munique, onde estudou com Alexander von Wagner. Mais tarde, de 1867 a 1869, seu professor foi Karl von Piloty.

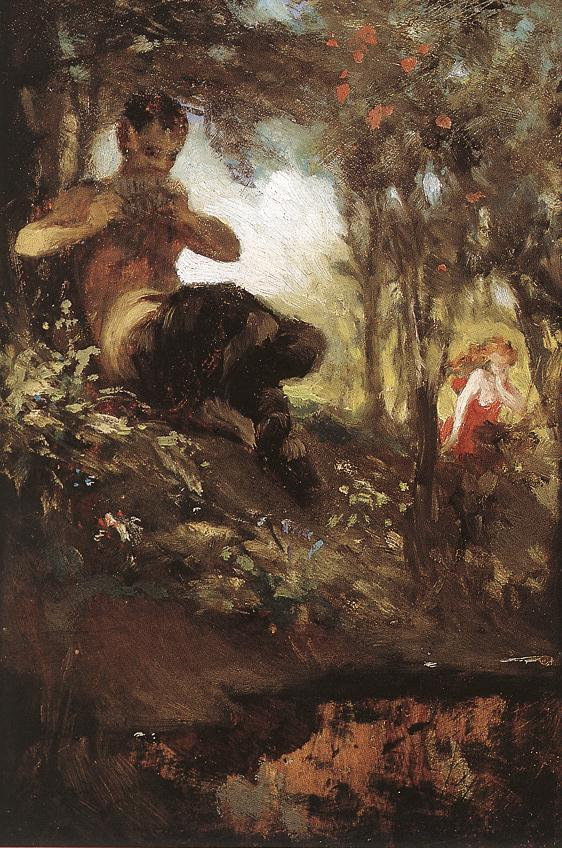
Faun és nimfa (1867)

- Szinyei Merse, edited by Gabriella Szvboda Dombánszky, Kossuth Publishing (2006)